# Pterinochilus leetzi
Pterinochilus leetzi är en spindelart som beskrevs av Schmidt 2002. Pterinochilus leetzi ingår i släktet Pterinochilus och familjen fågelspindlar.
Artens utbredningsområde är Zambia. Inga underarter finns listade i Catalogue of Life.